# Fes
Fes je drugi po veličini grad u Maroku, nakon Casablance. Glavni je grad pokrajine Fès-Boulemane i jedan od četiri "kraljevska grada" Maroka uz Rabat, Marakeš i Meknes. Sastoji se od tri dijela, Medina Fesa (stari, ograđeni dio), Fes-Jddid (novi Fes) i Ville Nouvelle (najnoviji dio grada koji su sagradili Francuzi). Stari grad (Medina Fes el Bali) je na listi svjetske baštine UNESCO-a. U Fesu se nalazi najstarije sveučilište na svijetu koje je još uvijek u funkciji, sveučilište Al-Karaouine osnovano 859. godine.
U gradu se nalazi 160 džamija.

## Povijest
Grad je osnovao Idris I., osnivač dinastije Idrisida 789. godine na obali rijeke Fes. Radovi su se nastavili na suprotnoj strani rijeke za vrijeme vladavine njegova sina, Idrisa II. 808. godine. Yahya ibn Muhammad je osnovao sveučilište Al-Karaouine i sagradio džamiju Kairouyine  (jednu od najvećih u Africi). Smatra se da je u doba dinastije Almohada 1170. – 1180. godine Fes bio najveći grad na svijetu. Fes je sa sveučilištem bio značajan znanstveni centar gdje su studirali i mnogi kršćani iz Europe.
Godine 1579. su Turci zauzeli Fes i nakon toga je glavni grad dinastije Saadi preseljen u Marakeš. Od 1649. godine Fes je dio nezavisnog Maroka. U razdoblju 1790–1795 je Fes bio nezavisan pod vodstvom Yazida i Abu´r-Rabi Sulaymana. U razdoblju do 1912. je Fes nekoliko puta bio glavni grad Maroka. Tada je Maroko postao francuska kolonija i Francuzi su odlučili da Rabat bude glavni grad.

## Zemljopis
Fes je smješten u središnjem Maroku u gorju Atlas. Grad je značajno prometno čvorište. Primjetna je struktura tipičnog islamskog grada (uske i nepravilne ulice, niske zbijene kuće s ravnim krovovima, brojne džamije s visokim minaretima). Takva struktura grada se naziva medina i česta je u sjevernoj Africi zbog zaštite od prejakog Sunčevog zračenja i pijeska koji vjetar donosi iz pustinje.

## Znamenitosti
Fes ima sačuvanu staru jezgru (Medina Fesa) koja je pod zaštitom UNESCO-a. Medina u Fesu je najveća na svijetu i najveće gradsko područje bez automobilskog prometa na svijetu. Postoje mnoge džamije i medrese (učilišta) te tipične tržnice na ulici.

## Gradovi prijatelji
| - Coimbra, Portugal - Firenca, Italija - Jeruzalem, Izrael - Kairuan, Tunis - Krakov, Poljska - Montpellier, Francuska |  | - Strasbourg, Francuska - Saint Louis, Senegal - İzmir, Turska - Bobo Dioulasso, Burkina Faso - Lahore, Pakistan - Suwon, Južna Koreja |

## Vanjske poveznice
- Internet stranica Fesa (fr.)
- Internet stranica Fesa  Arhivirana inačica izvorne stranice od 17. srpnja 2011. (Wayback Machine) (engl.)

### Ostali projekti
|  | Zajednički poslužitelj ima još gradiva o temi Fes |